# Sonatine (Bartók)
Pour les articles homonymes, voir Sonatine (homonymie).
La Sonatine sur des thèmes paysans de Transylvanie Sz. 55, BB 69 est une œuvre pour piano de Béla Bartók de 1915.

## Contexte
Béla Bartók écrit quasiment simultanément les premières esquisses de ses Chants de Noël roumains, ses Six Danses populaires roumaines et la Sonatine, au printemps de 1915. Béla Bartók écrit d'abord la pièce sans doublures d'octaves, probablement pour être accessible à des mains d'enfant, ce qui en fait une suite des cahiers hongrois et slovaques Pour les enfants. Cependant, le matériau musical se base cette fois sur des airs populaires roumains. Le compositeur cherche ici à évoquer la vie traditionnelle rurale par des tableaux ou des scènes populaires.
Béla Bartók a écrit sa sonatine en plusieurs phases : la première, montrée par l'ébauche autographe, présente une suite de douze pages écrite sans interruption. Il a ensuite numéroté les différentes section sans pour autant leur donner un titre, comme il l'avait fait pour ses Quinze Chants paysans hongrois. C'est dans les dernières sections que se trouvent les trois mouvements de la Sonatine, inspirés des instrumentistes de village.
Dans la version première, les premier et troisième mouvements sont tous deux de forme AB et se composent chacun de deux danses populaires jouées à la suite l'une de l'autre. Cependant, Béla Bartók a rapidement modifié la forme binaire pour une forme ternaire ABA', avec un retour raccourci de la première danse à la fin du mouvement. Dans le deuxième mouvement, il a rajouté au crayon pour le copiste la présence de doublures d'octaves.
La copie à graver a été perdue, et il est impossible de savoir si Béla Bartók souhaitais garder le simple titre de « Sonatine » ou s'il désirait donner un titre plus évocateur du folklore roumain. Cependant, lors de la première interprétation de l'œuvre le 16 avril 1920, le programme comportait le titre de « Sonatine (d'après des airs populaires) ». Après la tournée du compositeur en Transylvanie en 1922, le titre est complété par « d'après des airs de danses paysannes roumaines » ou « utilisant des airs populaires roumains ».
La première édition de la sonatine, publiée en 1919 par l'éditeur hongrois Rózsavölgyi, comprend des titres en hongrois pour les deux premiers mouvements ainsi que des notes de bas de page qui indiquent quelles sont les danses utilisées et leurs origines. De plus, dans un entretien qu'il donne aux États-Unis, ajoute « Le premier mouvement, intitulé Joueurs de cornemuse, est une danse ; elle se compose de deux danses jouées par deux joueurs de cornemuse différents, chacun des thèmes étant joué par l'un des musiciens. Le deuxième mouvement s'appelle Danse d'ours. Elle m'a été jouée par un paysan violoniste sur les cordes de sol et de ré – sur les cordes graves pour mieux évoquer la voix d'un ours. Généralement les violonistes utilisent la corde de mi. Et le dernier mouvement renferme aussi deux mélodies populaires jouées par des paysans violonistes. »,. Le contrat de la première édition est daté du 20 janvier 1918 bien que le compositeur avait donné les droits dès novembre 1917. Béla Bartók en fait un arrangement pour violon et piano, créé notamment par le violoniste André Gertler, puis en fait une révision au début des années 1930. Cette révision entraîne notamment des modifications des tempos, ainsi que de quelques doigtés dans le troisième mouvement.
Le 23 septembre 1927, le compositeur enregistre lui-même à New York une version sur rouleau, enregistrement qui sera publié en 1928. Ainsi, le compositeur joue les différents mouvements à des tempos bien plus rapides que ceux écrits sur la partition, ainsi que quelques libertés rythmiques.
Béla Bartók en fait une transcription pour petit orchestre en 1931 et l'œuvre est renommée Danses de Transylvanie.

## Mouvements
La Sonatine, en trois mouvements enchaînés :
1. « Dudások (Joueurs de cornemuse) ». Allegretto ( = 86) — Allegro ( = 150) à 
 ;
2. « Medvetánc (Danse de l'ours) ». Moderato ( = 80) à 
 ;
3. « Finale ». Allegro vivace ( = 154-146) à 
.